# Tegenaria domesticoides
Tegenaria domesticoides là một loài nhện trong họ Agelenidae.
Loài này thuộc chi Tegenaria. Tegenaria domesticoides được miêu tả năm 1994 bởi Joachim Schmidt & Piepho.